# فيلافيردي-موجاينا
بلدية فيلافيردي-موجاينا (بالإسبانية: Villaverde-Mogina)‏, هي إحدى بلديات مقاطعة برغش, التي تقع في منطقة قشتالة وليون, والتي تقع في شمال غرب إسبانيا.
يبلغ عدد سكانها 119 نسمة وفقاً لإحصائية سنة (2002).